# Henryk Krauze
Henryk Krauze (ur. 12 grudnia 1912 w Ostrołęce, zm. 23 września 1991 tamże) – artysta malarz, projektant, pedagog, działacz turystyczny i społeczny, żołnierz wojny obronnej 1939 r.

## Życiorys
Pochodził z rodziny inteligenckiej, był synem Cezarego i Kazimiery z d. Zielińskiej. Uczęszczał do SP w Ostrołęce oraz do Gimnazjum im. Króla Stanisława Leszczyńskiego w Ostrołęce, następnie do Państwowej Szkoły Ogrodniczej w Warszawie i Szkoły Podchorążych w Zambrowie. Był porucznikiem w stanie spoczynku. Ukończył studia w Akademii Wychowania Fizycznego w Warszawie. Status artysty plastyka został mu nadany przez Ministerstwo Kultury i Sztuki.
W okresie międzywojennym pracował jako nauczyciel przysposobienia wojskowego w Gimnazjum im. Króla Stanisława Leszczyńskiego w Ostrołęce. Po wybuchu II wojny światowej, jako podporucznik rezerwy, na ochotnika zgłosił się do Batalionu Obrony Narodowej, który podlegał Samodzielnej Grupie Operacyjnej „Narew”. Jako dowódca plutonu zwiadu prowadził działania w okolicach Kruszewa, Różana, Łątczyna, Lipianki, Miastkowa, Nowogrodu. Po zatrzymaniu przez Niemców w okolicach Śniadowa udało mu się uciec i wrócić do Ostrołęki. Otrzymał skierowanie do Krakowa, ale został ujęty przez gestapo. Po brutalnym przesłuchiwaniu 30 grudnia 1939 przetransportowano go do obozu przejściowego w Stablack k. Królewca, gdzie otrzymał numer obozowy 40225, następnie w połowie stycznia 1940 r. – do oflagu IA w Itzehoe k. Hamburga, a po kilkunastu miesiącach do Sandhostel. Podczas ewakuacji jeńców, po inwazji Niemiec na ZSSR, uciekł z wagonu, ale został schwytany przez pościg i odstawiony do Lubeki. 20 kwietnia 1942 r. trafił z ok. 800 jeńcami do Oflagu II C Woldenberg. Tam, mimo trudnych warunków, rozpoczął działalność plastyczną, przesyłając prace Międzynarodowemu Czerwonemu Krzyżowi. Przez całą okupację przebywał w obozach jenieckich na terenie Niemiec.
Po II wojnie światowej pracował na węźle kolejowym PKP, a później w szkolnictwie średnim – najpierw w Liceum Ogólnokształcącym, później przez 30 lat w Liceum Pedagogicznym, a następnie w Technikum Budowlanym w Ostrołęce. Od 1973 przebywał na emeryturze. Będąc nauczycielem wychowania plastycznego i fizycznego, wraz z żoną organizował obozy turystyczne, rajdy i spływy kajakowe dla młodzieży.
Działał w Polskim Towarzystwie Turystyczno-Krajoznawczym, był, m.in. prezesem Zarządu Powiatowego i członkiem Zarządu Okręgu w Warszawie. Należał do Stronnictwa Demokratycznego, był radnym Miejskiej Rady Narodowej (cztery kadencje).
Był mężem Jadwigi z d. Owczarek – nauczycielki (zm. 1992), mieli syna Andrzeja. Przez całe życie był związany z Ostrołęką. Spoczął w grobie rodzinnym na cmentarzu parafialnym w Ostrołęce.

## Działalność artystyczna

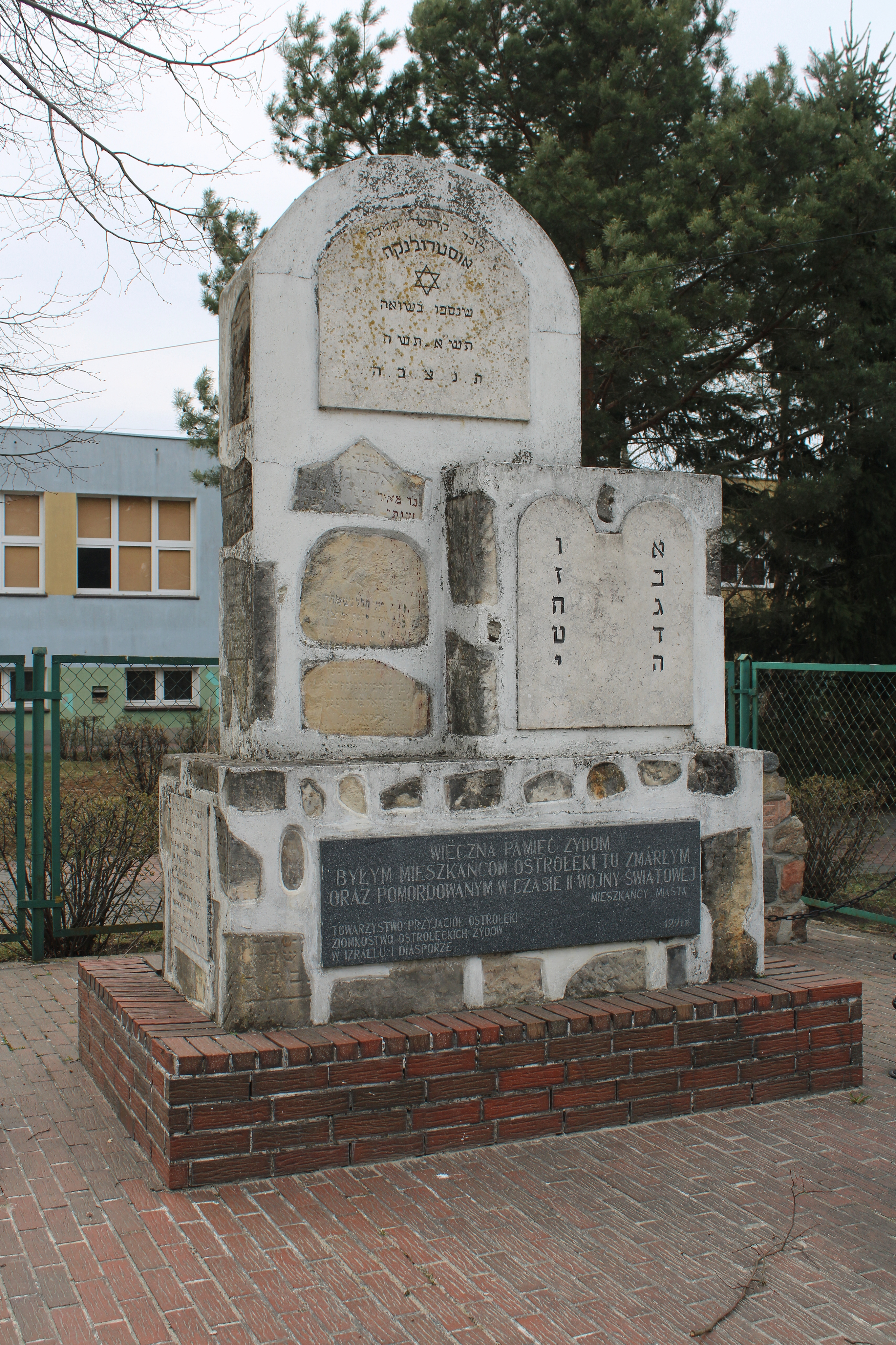
Pomnik wzniesiony ku pamięci Żydów ostrołęckich w miejscu dawnego kirkutu na ul. Poznańskiej zaprojektowany przez Henryka Krauze

Był związany z grupami twórczymi plastyków nauczycieli „Nałęczów-56” i „Mazowsze”, działającymi przy Zarządzie Głównym Związku Nauczycielstwa Polskiego. Jako artysta plastyk wykonał około 400 prac, w tym większość obrazów olejnych oraz grafiki, projekty medali i pocztówek. Był autorem, m.in. pomnika ostrołęckich Żydów na terenie dawnego cmentarza, medalu 600-lecia Ostrołęki, oraz Odznaki „Za zasługi dla województwa ostrołęckiego”. Wykonał rekonstrukcję pomnika Szarży Artylerii pod dow. ppłk. Józefa Bema na miejscu bitwy ostrołęckiej w powstaniu listopadowym, dzieła Romualda Zerycha z okresu międzywojennego, które zostało zniszczone przez Niemców.
Uczestniczył w 43 wystawach zbiorowych i ośmiu indywidualnych. Jego obrazy ukazują Ostrołękę. Był m.in. autorem zbiorów rysunków pt. „Kapliczki kurpiowskie ze szkicownika Henryka Krauze”, „Ostrołęka w rysunkach Henryka Krauze” i „Dawna Ostrołęka”. Jego prace znajdują się w zbiorach prywatnych i instytucji polskich oraz zagranicznych, m.in. na Węgrzech, w Szwajcarii, Czechach, Słowacji i Stanach Zjednoczonych. Po pożarze kościoła poklasztornego w Ostrołęce wykonał kopię obrazu przedstawiającego fundatora klasztoru i kościoła – Tomasza Gocłowskiego.

## Medale i odznaczenia
- Krzyż Kawalerski Orderu Odrodzenia Polski
- Medal „Za udział w wojnie obronnej 1939 r.”
- Złota Odznaka PTTK
- Medal 600-lecia Ostrołęki
- Odznaka „Zasłużony Działacz Kultury”
- Nagroda I stopnia Ministra Oświaty[1]
- Srebrny i Złoty Krzyż Zasługi
- Odznaka „Zasłużony Działacz Kultury Fizycznej”
- Złota Odznaka Związku Nauczycielstwa Polskiego
- Odznaka „Za zasługi dla województwa ostrołęckiego”[2].

## Upamiętnienie
Skwer przed II Liceum Ogólnokształcącym w Ostrołęce nosi imię Henryka Krauzego. W sobotę 22 czerwca 2019 uroczyście odsłonięto tablicę na skwerze upamiętniającą patrona.